# سوفكا سكيبويث

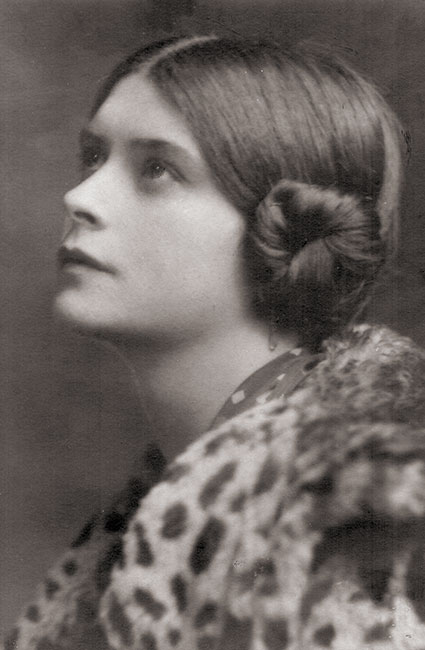
سوفكا سكيبويث (نحو 1925)

سوفكا سكيبويث (صوفيا دولغوروكوفا؛ 23 أكتوبر 1907 - 26 فبراير 1994) كانت أميرة روسية، عملت بعد ذلك لصالح لورانس أوليفييه واعتقلها النازيون في فرنسا خلال الحرب العالمية الثانية، وعملت لإنقاذ اليهود من الهولوكوست. كرمتها لجهودها كل من الحكومة البريطانية وإسرائيل، إذ سماها ياد فاشيم من الصالحين بين الأمم.

## حياتها

### طفولتها
كانت سكيبويث الطفلة الوحيدة للأمير بيتر دولغوروكي والكونتيسة صوفي بوبرينسكايا (من آل بوبرينسكي). تزوج والداها في عام 1907 في قداس بكنيسة خاصة في القصر الشتوي، تبعه قداس في قصر بوبرينسكي؛ وكانت عائلة رومانوف الإمبراطورية حاضرة. تكرر حفيدة سكيبويث في سيرتها «الأميرة الحمراء: حياة ثورية» ادعاء جدتها بأن «الزفاف كان يُعتبر الأكثر إبهارًا في موسم 1907».
انحدرت سكيبويث من جانب والدها من روريك، أمير نوفغورود، ولكن أيضًا من فتاة يونانية عبدة فاز بها كونت بولندي من أمير نمساوي في لعبة ورق. كان جد سكيبويث من أبيها، «سانديك»، المارشال الكبير للمحكمة الإمبراطورية وسيد الاحتفالات؛ وأشارت سكيبويث إلى أنه «شخصية مخيفة إلى حد ما».
انحدرت سكيبويث من جانب والدتها من ابن كاثرين العظيمة غير الشرعي، الكونت بوبرينسكي، وكذلك من طفل مجهول الهوية (طفل متروك) والذي كان على الأرجح ابن أخ القيصر. عندما كانت فتاة صغيرة في سانت بطرسبرغ، كانت تلعب أحيانًا مع القيصريفيتش. كانت والدتها، صوفي، التي كان والدها مارشال النبلاء الروس، رئيس اتحاد نبلاء المقاطعات الروسية، وفارس من فرسان أمر القديس ألكسندر نيفسكي، قد درست الطب وأصبحت جراحة محترمة، تعلمت الطيران في عام 1913 وكانت من أوائل الطيارات القاذفات من النساء، وكانت المشاركة النسائية الوحيدة في رالي السيارات من سانت بطرسبرغ إلى كييف في عام 1912، ونشرت أيضًا شعرًا ساخرًا تحت اسم مستعار.
في عام 1916، عادت صوفيا ألكسييفنا من الخدمة الطبية في الجيش الروسي وهي تعاني من الملاريا ومعها صليبان من صلبان القديس جورج، وبعد ثورة أكتوبر، دخلت مجددًا إلى روسيا البلشفية ونجحت في تأمين إطلاق سراح زوجها الثاني من السجن، ومن ثم دعمته في باريس من خلال قيادة سيارة أجرة. أعطت ابنتها اسمًا مصغرًا عن اسمها. انفصل والدا سكيبويث عندما كانت في الرابعة من عمرها، وترعرعت بعدها مع جدتها الأبوية ومربية إنجليزية.
عندما وقعت الثورة، أخذت جدة سكيبويث ابنتها معها إلى القرم، حيث وصيفة للإمبراطورة الأرملة ماري، وفي ربيع عام 1919 أجليت مع مجموعة كبيرة من الأرستقراطيين مع الإمبراطورة إلى إنجلترا. تربت سكيبويث في باث، ولندن، وروما، وبودابست (حيث كان زوج والدتها يمثل الحكومة الإمبراطورية الروسية المعترف بها لا يزال، وحيث قررت والدتها أنه يجب عليها «الخروج»، ونيس، وباريس، وأخيرًا دييب.
خلال فترتها في لندن، استمتعت «كثيرًا» بالذهاب إلى المدرسة في كوينز كوليدج، حيث حصلت على شهادة مدرسية، والتقت بدوق ودوقة هاميلتون. أصبحت صديقة مقربة لابنتهما مارغريت دوغلاس-هاميلتون، التي كانت تقريبًا في نفس عمرها، زارتهم عدة مرات، وبعد طرد مارغريت من المدرسة، دُعيت للعودة من روما للبقاء لمدة ستة أشهر والدراسة مع مربية معها؛ وأخيرًا دفعتا المربية إلى «رمي كل ما يمكنها حمله» عليهما.
في نيس، درست في الليسيه، وتمكنت من اجتياز شهادة الدراسات الثانوية، لكنها لم تحاول حتى اجتياز البكالوريا. في روما، عاشت أول قصة حب لها وقرأت بشغف، متأثرة بأحد الأمناء الروس في المكتبة الإنجليزية.

### العمل السكرتاري
بناءً على اقتراح والدتها، حصلت سكيبويث على تأهيل ضاربة على الآلة الكاتبة بالفرنسية والإنجليزية في مدرسة بيجيه في دييب، وفي سن الحادية والعشرين، بعد سلسلة من الوظائف المؤقتة غير المرضية، أصبحت سكرتيرة دوقة هاميلتون. شمل ذلك التحدث نيابة عنها في الفعاليات التابعة لجمعية الدفاع عن الحيوان ومناهضة التشريح الحي، وتنظيم حفل زفاف مارغريت وجيمس دروموند-هاي، حيث كانت واحدة من اثنتي عشرة وصيفة عرائس بألوان قوس قزح. تحكي في مذكراتها عن اقتحام الخادم لها بينما كانت تستعد لعشاء ما قبل الزفاف، دون أن يلاحظ أنها «مرتدية حمالة الصدر والسراويل الداخلية فقط»، قائلًا: «صاحبة السمو»، متنهدًا، «لا أستطيع فعل ذلك. لقد اتصل اللورد مالكولم وأخبر أنه سيكون هناك ثمانية آخرون للعشاء»، حيث تمكنت هي «وزوج من الخدم» من إنقاذ اليوم بترتيب طاولات مؤقتة في البهو. ادعت أنها فقدت جواز سفرها للاجئين من نانسن، وبذلك حصلت على جواز سفر بريطاني.
في عام 1931، تزوجت سوفكا سكيبويث من ليو زينوفييف، وهو أيضًا من الأرستقراطيين الروس الذين فروا من الثورة. كان مهندسًا تعلم الإنجليزية في مدرسة مكثفة عندما كان عمره 15 عامًا ثم حصل على المركز الأول في «كلية المدينة والنقابات للهندسة». عملت متقطعًا لثمانية عشر شهرًا، ترجمت كتاب والدتها، وكانت تذهب وتقيم الحفلات. مع تعمق الكساد الكبير، تسرح زوجها من عمله، ولم تتمكن من العمل كسكرتيرة بسبب الغثيان الصباحي المستمر خلال حملها الأول. نجحا في الاعتماد على إيجار معظم منزلهم، وأعمال الكتابة على الآلة الكاتبة، والتدقيق اللغوي، وحشو الظروف، والقروض والهدايا من «طيور الطيهوج والحجل» من الأصدقاء. بعد ولادة ابنها بيتر، انضمت سكيبويث إلى وكالة يونيفرسال أونتس للعمل مؤقتًا وكذلك درّست الروسية في ديفيس، وكالة توفر التدريب لامتحانات الخدمة الخارجية. من خلال يونيفرسال أونتس، بدأت العمل للورانس أوليفييه وزوجته جيل إسموند وسرعان ما عملت هناك خمسة أيام في الأسبوع.

### الزيجة الثانية
انفصلت هي وزينوفييف انفصالًا وديًا، وبعد ولادة ابنها الثاني، تطلقا وفقًا لتعليمات كتاب «هولي ديدلوك» لإيه. بي. هيربرت، وبناءً على إرشادات من محامي. بعد فترة قصيرة من انفصال الأوليفييه، تزوجت من غراي سكيبويث، وريث بارونيت، وعاشا لفترة في منزل الأوليفييه في شين ووك. قدم لهما أوليفييه هدية زفاف عبارة عن نسخة من سريره الكبير، مع بياضات وأغطية مناسبة الحجم. قرروا ترك لندن من أجل أطفالهم واستأجروا كوخ دين في كوكهام دين، بالقرب من ميدنهيد. بعد ولادة ابنهم الثالث في سبتمبر 1938، قرروا الانتقال إلى باريس والتركيز على الترجمة؛ رتبوا إيجارًا وكان من المقرر انتقالهم في سبتمبر 1939 - قضوا الصيف في السفر مع فرقة من القوزاق، يخيمون مع كلبهم في كل محطة - لكن اندلاع الحرب العالمية الثانية جعل الانتقال إلى باريس مستحيلًا وبما أنهم تخلوا عن عقد الإيجار في كوكهام دين، نصبوا خيمتهم على حديقة النزل العامة قبل العودة إلى تشيلسي.
انضم زوج سكيبويث إلى الجيش، أولًا على متن قارب دورية ثم في سلاح الجو الملكي. كانت قلقة بشأن والدتها التي كانت تعتمد على المال الذي كانت ترسله لها، وخلال الحرب الوهمية تمكنت من خلال العلاقات من الحصول على تأشيرة، وذهبت إلى باريس لمدة شهر ودفعت إيجار والدتها وزوج والدتها لستة أشهر. في رحلتها الثانية في منتصف مايو 1940، وُجدت محاصرة في باريس عندما احتل الألمان المدينة، وقبل ثلاثة أيام من الموعد المقرر لتهريبها خارج البلاد، جُمعت مع مواطنين بريطانيين آخرين وإرسالها إلى معسكر اعتقال في بيزانسون. في مايو 1941، نقلوا إلى معسكر عرض متعدد الجنسيات يقع في الفندق الكبير وفنادق الاستشفاء الأخرى في فيتيل. (كانت هي وأصدقاؤها غاضبين من الصورة المثالية المفرطة للمعسكر في الفيلم «ألفا امرأة» الذي شاهدوه في عام 1947). في عام 1942، وصلها خبر أن طائرة زوجها قد أُسقطت ولاحقًا بأنه قد مات.